# Archine

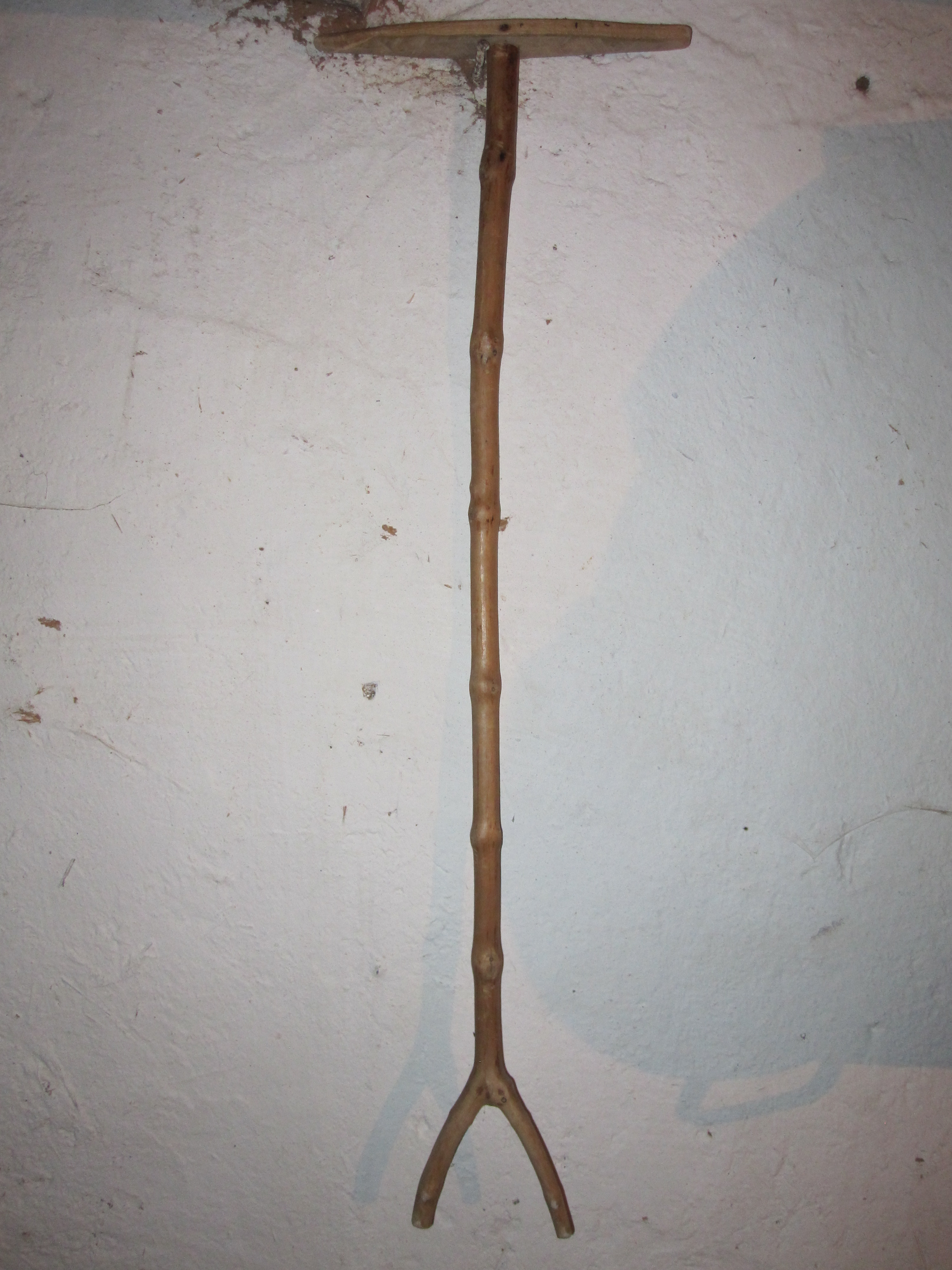
Archine-étalon ancienne utilisée dans le tissage, correspondant à environ 0,7112 mètres.

L'archine (en russe : аршин) est une ancienne unité de mesure de distance russe (jusqu'en 1918) et turque.
Elle correspond plus ou moins à la verge anglaise (yard) ou espagnole ou encore au pas moyen.

## Étymologie
C'est un mot d'origine perse : arechne emprunté par le tatar archyne dans le sens d'une coudée.

## Équivalence
L'archine russe équivalait à 1/3 d'une sagène ou 1/1500 d'une verste. Selon les valeurs attribuées à ces dernières, on obtient soit exactement 0,7112 mètre (avec la définition de la sagène, selon un oukase de Nicolas Ier du 11 octobre 1835, correspondant à sept pieds anglais, ou 2,2336 mètres en prenant 30,48 cm pour le pied), soit environ 0,711 187 333 333 mètres (à partir de la valeur de la verste telle que donnée par le Dictionnaire encyclopédique Brockhaus et Efron, publié à Leipzig et à Saint-Pétersbourg, édition 1892, tome 6, pages 51 et 52 —, soit 1/3 de 1/500 de 1066,781 mètres). 
L'archine russe était divisée en 4 tchetverts, ou 16 verchoks (un verchok valant soit exactement 4,445 cm, soit environ 4,44492083333 cm, selon la valeur de référence prise pour la sagène ou la verste), ou — plus rarement — 28 pouces (avec un pouce valant soit exactement 2,54 cm, soit environ 2,5399547619 cm, selon la valeur de référence prise pour la sagène ou la verste). 
L'archine turque valait 0,75774 mètre.